# ワイズ郡 (テキサス州)
ワイズ郡（英: Wise County）は、アメリカ合衆国テキサス州の北部に位置する郡である。2010年国勢調査での人口は59,127人であり、2000年の48,793人から21.2%増加した。郡庁所在地はディケーター市（人口6,042人）であり、同郡で人口最大の都市でもある。ワイズ郡は1856年に設立され、郡名はバージニア州選出のアメリカ合衆国下院議員であり、テキサス併合を支持したヘンリー・アレクサンダー・ワイズに因んで名付けられた。ワイズ郡はダラス・フォートワース大都市圏（メトロプレックスと呼ばれている）に属すると見なされてもいる。
幾つかの州の田園部郡の多くで採用されることになったワイズ・アイズ犯罪監視プログラムが、当時の保安官フィル・ライアンによって1993年に始められた。家族向けのヌーディズムリゾート地が複数あることでは国内でも数少ない郡の1つである。

## 地理
アメリカ合衆国国勢調査局に拠れば、郡域全面積は923平方マイル (2,390 km2)であり、このうち陸地905平方マイル (2,343 km2)、水域は18平方マイル (47 km2)で水域率は1.97%である。

### 隣接する郡
- モンタギュー郡 - 北
- クック郡 - 北東
- デントン郡 - 東
- タラント郡 - 南東
- パーカー郡 - 南
- パロピント - 南西
- ジャック郡 - 西
- クレイ郡 - 北西

### 国立保護地域
- リンドン・B・ジョンソン国立草原（部分）

## 交通

### 主要高規格道路
- アメリカ国道287号線
- アメリカ国道380号線
- テキサス州道101号線
- テキサス州道114号線

### 空港
以下の公共用途空港が郡内にある。
1. ビショップ空港 (76T)
2. ブリッジポート市民空港 (XBP)
3. ディケーター市民空港 (LUD)
4. ヘリテージクリーク滑走路 (58T)
5. ロームメドウズ空港 (T76)

## 人口動態
以下は2000年国勢調査による人口統計データである。
| 基礎データ - 人口: 48,793人 - 世帯数: 17,178 世帯 - 家族数: 13,467 家族 - 人口密度: 21人/km2（54人/mi2） - 住居数: 19,242軒 - 住居密度: 8軒/km2（21軒/mi2） 人種別人口構成 - 白人: 91.01% - アフリカン・アメリカン: 1.23% - ネイティブ・アメリカン: 0.75% - アジア人: 0.22% - 太平洋諸島系: 0.04% - その他の人種: 5.03% - 混血: 1.71% - ヒスパニック・ラテン系: 10.76% 年齢別人口構成 - 18歳未満: 28.3% - 18-24歳: 7.8% - 25-44歳: 30.2% - 45-64歳: 23.0% - 65歳以上: 10.6% - 年齢の中央値: 36歳 - 性比（女性100人あたり男性の人口） - 総人口: 101.5 - 18歳以上: 99.4 | 世帯と家族（対世帯数） - 18歳未満の子供がいる: 38.2% - 結婚・同居している夫婦: 66.1% - 未婚・離婚・死別女性が世帯主: 8.2% - 非家族世帯: 21.6% - 単身世帯: 18.3% - 65歳以上の老人1人暮らし: 7.1% - 平均構成人数 - 世帯: 2.77人 - 家族: 3.14人 収入と家計 - 収入の中央値 - 世帯: 41,933米ドル - 家族: 47,909米ドル - 性別 - 男性: 35,913米ドル - 女性: 23,434米ドル - 人口1人あたり収入: 17,729米ドル - 貧困線以下 - 対人口: 9.9% - 対家族数: 7.5% - 18歳未満: 11.3% - 65歳以上: 10.6% |

## 都市と町
| - ディケーター - 郡庁所在地、最大都市 - アルボード - オーロラ - オーロラUFO墜落事件の起きた場所 - バルソラ - ブーンズビル - ボイド - ブライアー、未編入の町、一部がタラント郡とパーカー郡内 - ブリッジポート - チコ - コットンデール | - グリーンウッド、未編入の町 - レイクブリッジポート - ニューフェアビュー - ニューアーク、一部がタラント郡内 - パラダイス - ピカンエーカーズ、未編入の町、一部がタラント郡内 - ローム - ランナウェイベイ - スライデル、未編入の町 |